# Bertsolarismo

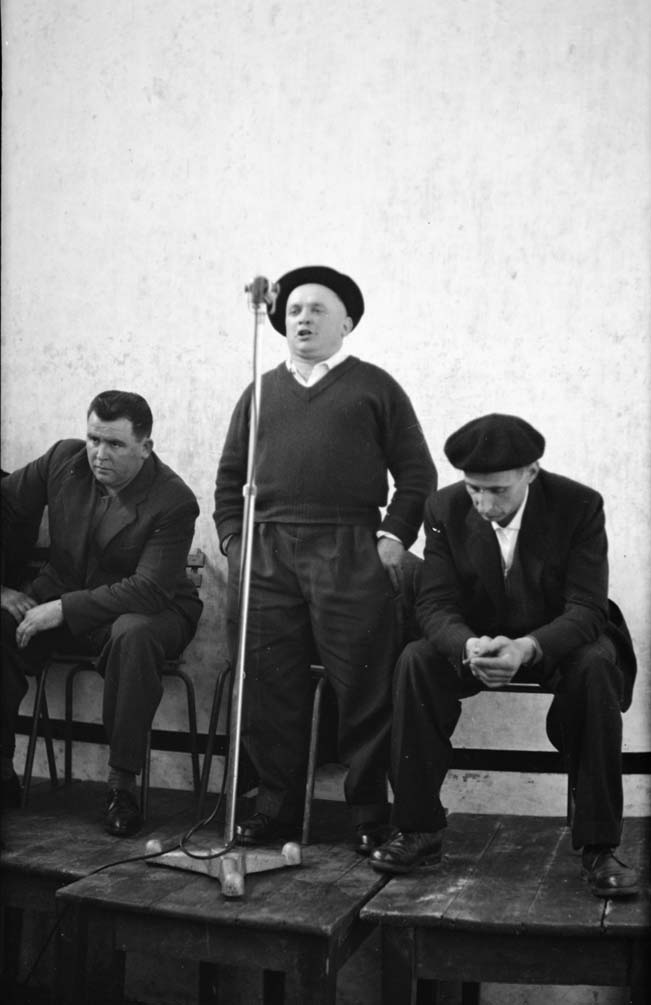
Mattin Treku compone un bertso (Sare, Iparralde, 1960)

Il bertsolarismo (bertsolaritza in basco) è una forma d'arte orale tradizionale dei Paesi Baschi, una forma di canzone improvvisata, in rima (in consonanza) e in metrica (poesia estemporanea), in cui si sviluppa un discorso o si racconta una storia. Il cantante (cantastorie) viene chiamato bertsolari, e la canzone bertso (verso). I bertsolari cantano in lingua basca, in spettacoli che spesso hanno la connotazione di una gara musicale. A volte l'argomento del verso è dato dal presentatore ed i bertsolari competono cercando di improvvisare i migliori versi sul tema presentato e nel più breve tempo possibile. Invece altre volte scelgono i propri bertsolari l'argomento ("cantare in libero").
Questa espressione d'arte che utilizza il "dibattito dialettico" è apparsa in molte culture in tutto il mondo. Attualmente ci sono, tra gli altri, trovo d'Alpujarra, payada dal Cono Sud d'America o repentismo da Cuba. Fa anche parte della tradizione asiatica, delle antiche culture greca e romana e della storia dal Mediterraneo islamico.

## Storia

### Secoli XVIII e XIX
Sebbene vi siano anche tracce precedenti, bertsolaritza risale al XIX secolo nei Paesi Baschi. Le molte guerre e conflitti del ventesimo secolo hanno fornito argomenti per i versi. Pertanto, arrivarono un mucchio di versi scritti contro i francesi, a favore sia dei carlisti che dei liberali e sulle notizie della guerra d'indipendenza cubana, ed alcuni singoli per passaparola. I versi diffusi attraverso canzoni scritte furono molto alla moda, in alcuni casi erano anche uno dei modi più popolari per comunicare gli eventi e le notizie del momento.

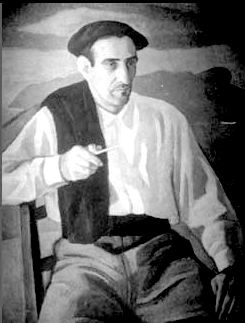
Juan Frantzisko Petriarena Rekondo Xenpelar, dipinto del pittore Antonio Valverde Ayalde (1915-1970)

Fra i bertsolari di quel secolo il più famoso è stato Juan Frantzisko Petriarena Xenpelar. Molti dei suoi versi sopravvivono nelle canzone basque anche oggi. Anche se non si sono distinti come improvvisatori, sono degni di menzione anche Jose Mari Iparragirre, Indalezio Bizkarrondo Bilintx, Piarres Topet Etxahun e Joanes Otsalde, molti dei loro versi sono popolari.
Alla fine del secolo XIX ed all'inizio del XX, gli intellettuali baschi consideravano negativo il bertsolarismo improvvisato. Manuel Lekuona (1894-1987) cambiò questo modo di pensare tradizionale quando parlò di poesia popolare al V Congresso di Studi Baschi a Bergara (Gipuzkoa). Diede esempi, sistemò la meccanica di bertsolaritza, classificò i generi esistenti e così stabil le basi per lo studio scientifico di bertsolaritza.
Con l'avanzare del XIX secolo, molti bertsolari nuovi apparvero soprattutto nella regione di Gipuzkoa. Nomi di alcuni bertsolari dell'epoca:
- Pernando Amezketarra (1764-1823)
- Etxaun Barkoxe (1786-1862)
- Iparragirre (1820-1881)
- Bilintx (1831-1876)
- Xenpelar (1835-1869)
- Otaño (1857-1910)

### Inizio del secolo XX
Il prestigio dei bertsolari è leggermente diminuito all'inizio del XX secolo. Non mancavano però i versi alle feste e alle celebrazioni più importanti delle città e dei quartieri, e continuavano a diffondersi i carte con canti di aneddoti divertenti. I bertsolari affrontarono anche la maggior parte delle questioni sociali: la vita dei marinai e dei contadini, le lotte e gli scioperi dei lavoratori, i famosi eventi dell'epoca (la prima guerra mondiale o la guerra del nord Africa intorno al 1920) ecc.

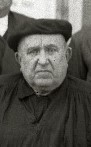
Jose Manuel Lujanbio Txirrita (1860-1936)

Prima della guerra civile spagnola c'erano dei buoni bertsolari, ma uno dei più famosi dell'epoca fu Jose Manuel Lujanbio Txirrita (1860-1936). Aveva una tremenda ispirazione. Era bravo in tutto: all'improvviso e per iscritto, in argomenti giocosi e seri, da solo o tra gli amici. Il bertsolarismo di quell'epoca è anche conosciuto come "il bertsolarismo delle sidrerie". A volte partecipava anche nei campeonati, ma questo non era il più comune, non si sentiva per niente a suo agio in quell'atmosfera e questo si esprimeva in molti dei suoi versi. Oltre a Txirrita, erano famosi anche Kepa Enbeita Urretxindorra (1878-1942) e il suo fratello Imanol.

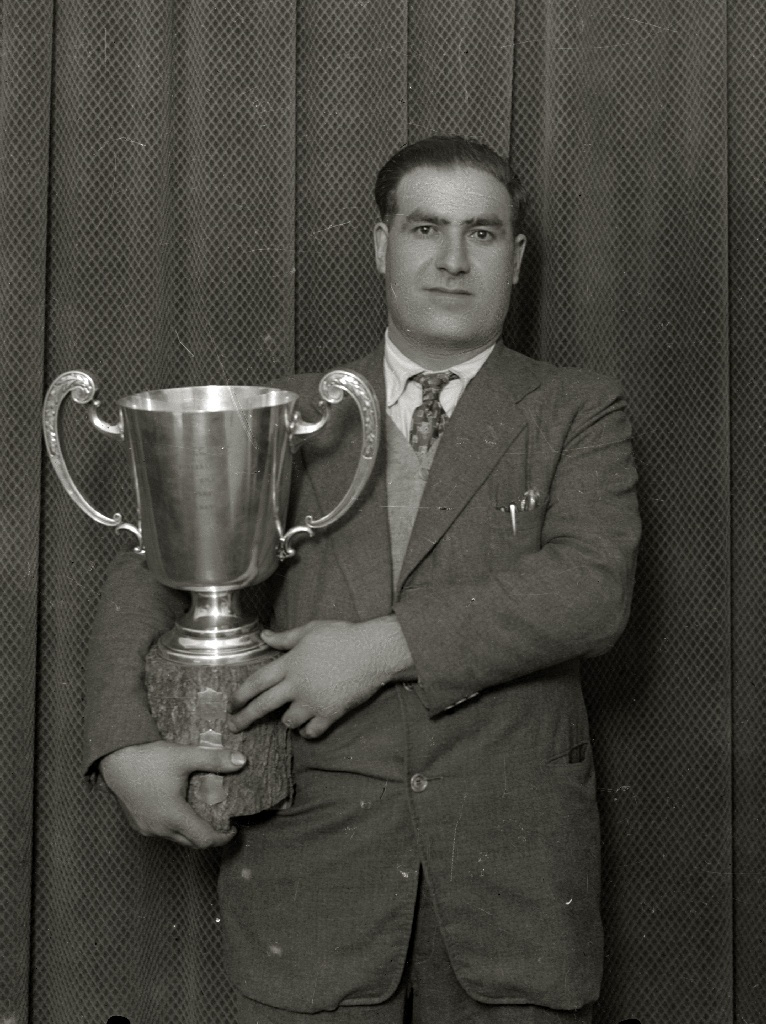
Inazio Eizmendi Basarri (1913-1999)

Nel 1935, a San Sebastián, fu organizzato il primo Campionato di Bertsolari dei Paesi Baschi con il nome "Giorni di Bertsolari". Parteciparono 19 bertsolari. Il vincitore fu Inazio Eizmendi Basarri (1913-1999) ed il premio fu una txapela (un Basco).

### Periodo di silenzio (1936-1945) e Bertsolarismo di resistenza (1960-1979)
Dopo la Guerra civile spagnola del 1936 arrivò il dopoguerra. I franchisti proclamarono il Paese Basco "traditore".
Euskaltzaindia (la Real Accademia della Lingua Basca) lavorò duramente per incoraggiare e trovare bertsolari pronti a cantare in pubblico organizzando campionati provinciali. Il risultato di questi sforzi è il campionato di 1960, la 3ª edizione del Campionato dei Paesi Baschi, dato che non si celebrava dal 1935 a causa della guerra. Il vincitore fu di nuovo Basarri. Il campionato successivo (1962) vinse Manuel Olaizola Uztapide (1909-1983) e dopo una polemica ad esso legata, Basarri non partecipò più.

## Bertsolarismo contemporaneo
Nel 1987 è stata fondata l'Associazione di Bertsolari dei Paesi Baschi (EHBE - Euskal Herriko Bertsozale Elkartea in basco)  con lo scopo di tutelare e promuovere il bertsolarismo. Da allora è stata lei à organizzare i campeonati ogni 4 anni.

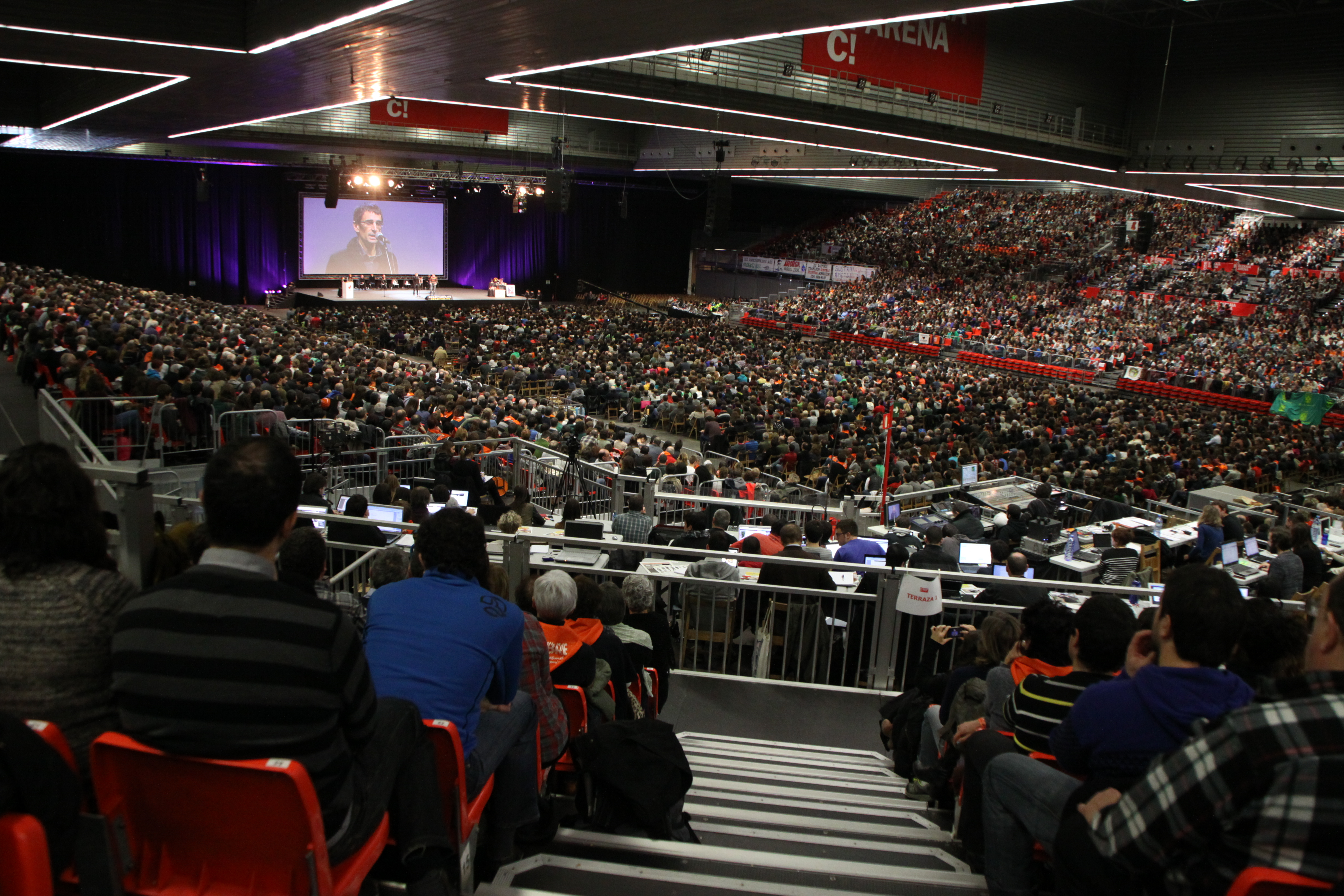
Campionato di Bertsolari dei Paesi Baschi (2013)

Oggi è alla portata di tutti grazie alla sua diversità di prestazioni. Il principale campionato dei Paesi Baschi riunisce in finale 14.000 persone. Andoni Egaña è il bertsolari qui ha vinto più campeonati (4 volte). L'ultimo campionato è stato nel 2017 ed il vincitore attuale è Maialen Lujanbio.

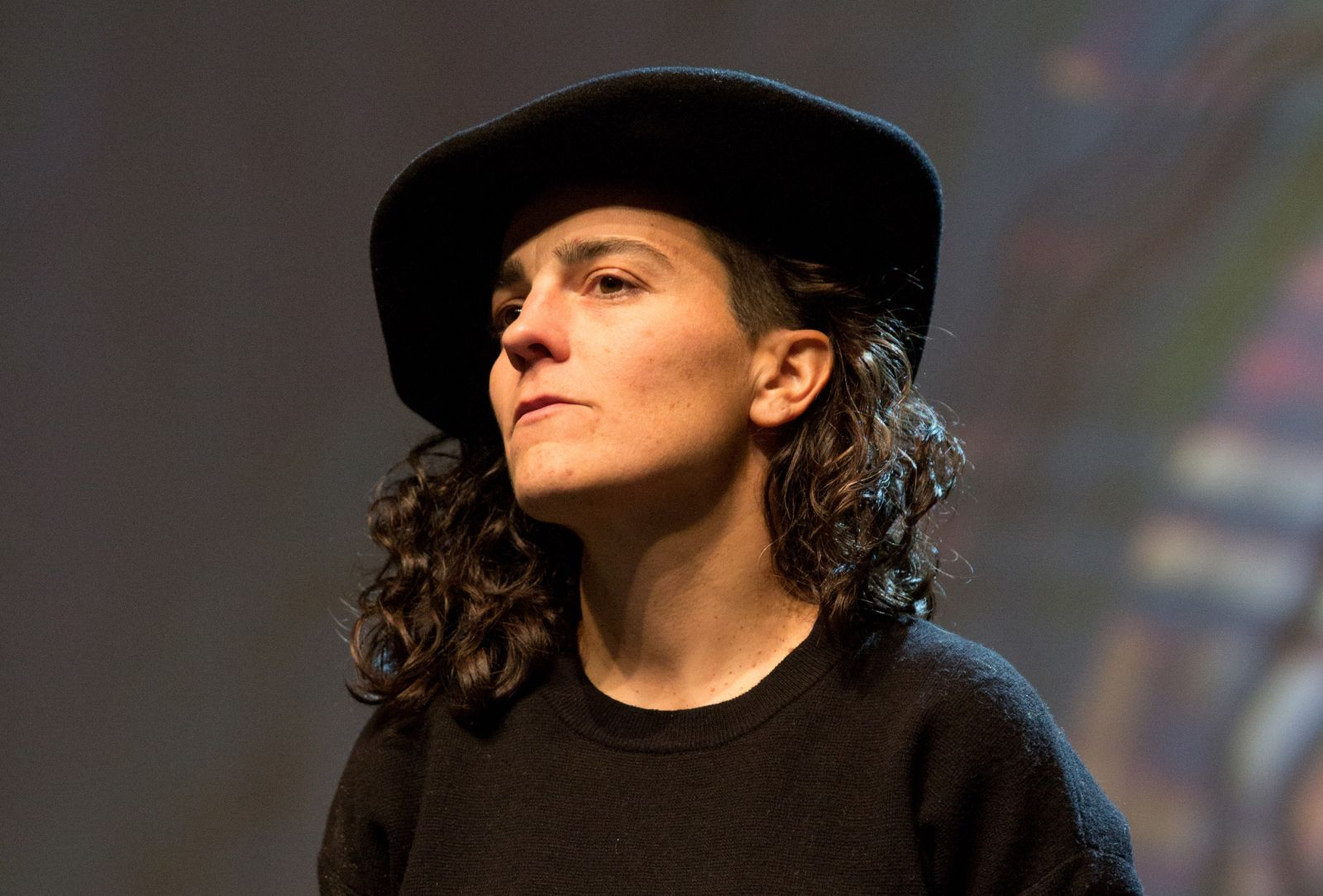
Maialen Lujanbio Zugasti (2017)

### Scuole di versi
Nelle scuole di versi viene insegnato a creare versi, improvvisati o scritti. Negli anni 80 i primi metodi didattici per l'insegnamento della bertsolaritza sono stati pubblicati da Xabier Amuriza e Juanito Dorronsoro. Insieme a questi metodi didattici iniziò il movimento delle scuole di versi. Dalla creazione delle scuole di versi, sono stati organizzati diversi incontri. Inoltre, vengono organizzati anche campeonati tra le scuole e colonie estive attorno ai versi. Attualmente ci sono circa 130 scuole nei Paesi Baschi.